# Рябуха Ніна Єгорівна
Ніна Єгорівна Рябуха (1928, село Знам'янка, тепер Нововодолазького району Харківської області — ?) — українська радянська діячка, новатор сільськогосподарського виробництва, свинарка колгоспу імені Сталіна (імені ХХІ з'їзду КПРС, імені Карла Маркса) Нововодолазького району Харківської області. Депутат Верховної Ради УРСР 6—7-го скликань. Герой Соціалістичної Праці (8.04.1971).

## Біографія
Народилася у селянській родині. Трудову діяльність розпочала дояркою колгоспу імені Сталіна села Знам'янки Нововодолазького району Харківської області.
З початку 1950-х років — свинарка колгоспу імені Сталіна (потім — імені ХХІ з'їзду КПРС, з середини 1960-х років — імені Карла Маркса) села Знам'янки Нововодолазького району Харківської області.

## Нагороди
- Герой Соціалістичної Праці (8.04.1971)
- орден Леніна (8.04.1971)
- орден «Знак Пошани» (26.02.1958)
- медалі